# PGC 1564080
LEDA/PGC 1564080 ist eine Spiralgalaxie im Sternbild Haar der Berenice am Nordsternhimmel. Sie ist schätzungsweise 891 Millionen Lichtjahre von der Milchstraße entfernt und hat einen Durchmesser von etwa 215.000 Lichtjahren. Vom Sonnensystem aus entfernt sich das Objekt mit einer errechneten Radialgeschwindigkeit von näherungsweise 20.0000 Kilometern pro Sekunde.
Im selben Himmelsareal befinden sich unter anderem die Galaxien NGC 4110, PGC 38389, PGC 1565412, PGC 1574005.